# 金属热处理 (期刊)
《金属热处理》创刊于1958年，是中国大陆工程科技类月刊，编辑部位于北京市。此刊物由北京机电研究所，中国机械工程学会热处理学会，中国热处理行业协会主办。
《金属热处理》在2018年被中华人民共和国国家新闻出版广电总局新闻报刊司评为2017年全国“百强报刊”。